# Gareth Roberts (Eishockeyspieler)
Gareth Roberts (* 1. Oktober 1986 in Belfast, Nordirland, Vereinigtes Königreich) ist ein nordirischer Eishockeyspieler, der bis 2015 bei den Belfast Giants in der Elite Ice Hockey League und der Scottish National League spielte. International spielte er für die irische Eishockeynationalmannschaft. Seit 2019 ist er Spielertrainer der zweiten Mannschaft der Giants in der Scottish National League.

## Karriere
Gareth Roberts spielte zunächst in der Republik Irland für die Dundalk Bulls in der Irish Ice Hockey League. 2010 wechselte in seine Geburtsstadt Belfast und spielt dort für die Belfast Giants in der Elite Ice Hockey League, mit denen er 2012 und 2014 britischer Meister wurde. Zuletzt spielte er für den Klub in der Scottish National League und beendete 2015 vorübergehend seine Karriere. 2019 wurde er reaktiviert und ist seither Spielertrainer der zweiten Mannschaft der Giants in der Scottish National League.

### International
Der britische Staatsbürger Roberts spielte für Irland bei den Welttitelkämpfen der Division II 2008 und 2011 sowie der Division III 2005, 2009, 2010, als er gemeinsam mit seinem Landsmann Sean Dooley und dem Griechen Georgios Kalyvas drittbester Scorer hinter seinem Teamkollegen Mark Morrison und dem Griechen Dimitrios Kalyvas war, 2011, 2012, als er mit den meisten Toren und Vorlagen Topscorer war und folgerichtig auch zum besten Stürmer des Turniers und besten Spieler seiner Mannschaft gewählt wurde, und 2013, als er nach dem Südafrikaner Joshua Reinecke zweitbester Torschütze des Turniers war.

## Erfolge und Auszeichnungen
- 2010 Aufstieg in die Division II bei der Weltmeisterschaft der Division III
- 2012 Meiste Tore, meste Vorlagen, Topscorer und bester Stürmer bei der Weltmeisterschaft der Division III
- 2012 Britischer Meister mit den Belfast Giants
- 2014 Britischer Meister mit den Belfast Giants